# Кристиян Бистрович
Кристиян Бистрович (хорв. Kristijan Bistrović, нар. 9 квітня 1998, Копривниця) — хорватський футболіст, півзахисник нідерландської «Фортуни» (Сіттард).
Виступав за молодіжну збірну Хорватії.

## Клубна кар'єра
Народився 9 квітня 1998 року в Копривниці. Вихованець футбольної школи клубу «Славен Белупо». Дорослу футбольну кар'єру розпочав 2015 року в основній команді того ж клубу, в якій провів два сезони, взявши участь у 15 матчах чемпіонату. 
У січні 2018 року перспективного півзахисника запросив до своїх лав російський ЦСКА (Москва), що сплатив за трансфер 500 тисяч євро. Поступово став одним з гравців основного складу московської команди.
Відповідно першу половину 2021 року і першу половину 2022 року проводив в орендах в турецьких клубах «Касимпаша» та «Фатіх Карагюмрюк», жоден з яких не скористався опцією викупу контракту хорвата.
24 липня 2022 року, знову на умовах оренди з правом викупу, став гравцем італійського «Лечче». Італійський клуб не скористався опцією викупу контракту хорвата, і на початку 2023 року той продовжив кар'єру у складі нідерландської «Фортуни» (Сіттард), також як орендований гравець.

## Виступи за збірні
2015 року провів одну гру у складі юнацької збірної Хорватії (U-18).
Протягом 2019–2021 років залучався до складу молодіжної збірної Хорватії. На молодіжному рівні зіграв у 18 офіційних матчах, забив 4 голи.

## Титули і досягнення
- Володар Суперкубка Росії (1):

ЦСКА (Москва): 2018
- Володар Кубка Росії (1):

ЦСКА (Москва): 2024–25